# Phalotris cuyanus
Phalotris cuyanus är en ormart som beskrevs av Cei 1984. Phalotris cuyanus ingår i släktet Phalotris och familjen snokar. Inga underarter finns listade i Catalogue of Life.
Arten förekommer i västra Argentina nära Anderna i provinserna Mendoza, San Luis, San Juan och La Rioja. Denna orm lever i buskskogar. Honor lägger ägg.
För beståndet är inga hot kända. Phalotris cuyanus listas av IUCN som livskraftig (LC).